# 閩南金三角
閩南金三角（「閩南ゴールデントライアングル」）は中国福建省・閩南沿海地方の厦門・泉州・漳州の三つの地級市とその所管県区のこと。人口は1700万人余り。主な言語は閩南語泉漳片（泉漳語）。財政収入は福建省全体の52%を占める。国際貿易では福建省全体の約70%を占める。国内総生産(GDP)は福建省全体の4割を占める。中国大陸で、経済改革開放後に経済が飛躍的に発展した地区の一つで、商業投資が格別に密集した地域である。閩南金三角の呼称は、長江三角州、珠江三角州などの経済発展を遂げた地区との比較では常に用いられる。このうち、厦門は経済特区に依存し、その港湾は中国大陸東南沿海地区で重要な港湾となっている。泉州は製造業・物流業の発達に依存している。漳州は農業主体の地域から脱皮し、工業化を遂げて発展している。 

## 名称の由来
閩南金三角は中国沿海地方の経済開放区の一つである。
沿海経済開放区には長江三角洲、珠江三角洲、閩南三角地区、遼東半島（大連）、山東半島、渤海地区などがある。

## 産業
閩南金三角の主要な産業は、被服、コンピューター、電子機器、建築資材、石油化学工業である。2010年の閩南金三角の工業総生産額は1兆1879億元で、福建省全体の54％を占め、工業増加値は3371.62億元で、福建省全体の52.7％を占める。
2015年、閩南金三角では8つの主要なバリュー・チェーンと13の集積経済が形成されている。
- 8つの主要なバリュー・チェーンとは、泉州からは石油化学、スポーツ用品、紡績・被服、厦門からはコンピューター・通信設備、工作機械、光エレクトロニクス産業、漳州からは金属加工、古雷港口経済区の石油化学。

- 13の集積経済とは、泉州の紡績・被服産業、泉州のスポーツ用品、厦門の光エレクトロニクス産業、厦門のコンピューター・通信産業、湄洲湾南岸の石油化学産業基地、漳州・古雷の石油化学産業基地、漳州の金属加工産業基地、泉州の機械装備製造産業、泉州のスナック食品産業、泉州の建陶・水暖器材産業、漳州の太陽光発電パネル・新素材産業基地、漳州の農作物加工産業、厦門の自動車・工作機械産業[4]。